# Ametista (DC Comics)
Ametista, A Princesa do Mundo de Cristal (em inglês, Amethyst, Princess of Gemworld) é uma feiticeira e super-heroína personagem fictícia de histórias em quadrinhos publicadas pela editora estadunidense DC Comics. Criada por Dan Mishkin, Gary Cohn e Ernie Colon, e sua primeira aparição foi em Legion of Super-Heroes #298 (Abril 1983). Fisicamente, ela se parece muito com She-Ra (tendo até um unicórnio alado), mas estreou ao menos dois anos antes da personagem de desenhos animados.

## Origem
Amy Winston, uma garota comum que, ao desembrulhar os presentes que ganhou em seu décimo terceiro aniversário, encontra uma curiosa jóia púrpura que não parece dada por seus pais – até porque não foi mesmo. Naquela noite, um gigante monstruoso surge, captura Amy e a leva através de um portal para o Mundo de Cristal, uma dimensão mística dividida em doze reinos cujos regentes recebem nomes e poderes de pedras preciosas. A viagem dimensional tem um efeito curioso: como o tempo passa numa velocidade diferente no Mundo de Cristal, a pré-adolescente Amy se torna uma jovem mulher ao chegar à dimensão paralela.
Ainda surpresa pela transformação, Amy é apresentada por seu captor ao segundo em comando dos vilões: Sardônico, o Senhor das Serpentes, que ordena que ela seja levada ao Opala Negra, que governa todo o Mundo de Cristal sob uma cruel ditadura.
Ametista é resgatada pelo monstruoso Granch, que a leva a Citrina, a “feiticeira-mãe” do Mundo de Cristal. Citrina leva a garota até o Castelo Ametista, onde conta a ela seu verdadeiro passado: Amy é filha de Lorde e Lady Ametista, antigos governantes desta dimensão mágica, e foi levada por Citrina para a Terra depois de um golpe perpetrado pelo Opala Negra. Para dar à garota um lar em nosso mundo, Citrina substitui o filho natimorto do casal Winston pela princesa. Completando as explicações, Citrina conta que a jóia púrpura serve como instrumento de poder para Amy – e somente para ela – e que a princesa deve colocar um fim ao reinado de terror que já há décadas governa o Mundo de Cristal.

## Mundo de Cristal
Há milênios, uma ordem de magos da Terra se retirou para outra dimensão onde a magia ainda era forte e criaram o Mundo de Cristal (em inglês, Gemworld). Isto foi descrito como um imenso continente que pairava no espaço, orbitada por um Sol, e suas águas pareciam cair para o nada (exatamente como as crenças dos antigos). O tempo e outras leis da física funcionam diferentemente em Gemworld (Amy tornou-se uma mulher de 20 anos ao retornar para lá quando tinha somente 13 anos).
No futuro do século XXX, Gemworld será integrado a nossa dimensão, quando será conhecido como Zerox ou Mundo dos feiticeiros.

## As doze casas
Em Gemworld, há doze casas (ou tribos), batizadas em relação a uma jóia preciosa. São elas:
- Ametista
- Topázio
- Esmeralda
- Moonstone
- Safira
- Diamante
- Rubi
- Opala
- Granada
- Sardônix
- Turquesa
- Água marinha

## Destino
Ao enfrentar Demônios da Sombra do Antimonitor em Crise nas Infinitas Terras, Ametista ficou cega. O Sr. Destino levou-a de volta para Gemworld, e contou-lhe que na verdade, o pai de Amy Wiston era um Lorde da Ordem, raça de seres misticamente poderosos do qual o próprio Sr. Destino faz parte. Sr. Destino largou-a a própria mercê, a medida que monstros se aproximavam. Ametista criou então instintivamente um sentido que permitia-lhe detectar magia, de modo que pôde derrotar os monstros (na verdade, Destino havia a abandonado conhecendo que ela teria potencial para desenvolver este dom).

## Poderes
Os poderes de Ametista são místicos por natureza; como uma Lorde da Ordem, ela pode invocar qualquer feitiço imaginável em níveis espantosos. Depois que ficou cega, Amy criou instintivamente um sentido que permitia-lhe detectar magia para poder compensar sua cegueira.

## 
1. ↑  AMETISTA - A PRINCESA DO MUNDO DE CRISTAL - PARTE 1,MATÉRIA: AMETISTA - A PRINCESA DO MUNDO DE CRISTAL - PARTE 1  :: HQ MANIACS :: Arquivado em 26 de maio de  2015, no Wayback Machine.